# 周懿王攻犬戎之戰
周懿王攻犬戎之戰是指周天子周懿王於在位第二十一年攻打犬戎的戰爭。
周懿王在位時期，西周衰弱，戎族不斷入侵周朝，一度打到鎬（陝西省西安西面）、岐（陝西省岐山）等地，懿王被迫逃離鎬京，遷都槐里（現今陝西省興平縣），周懿王曾派虢公率軍北伐犬戎，希望收復失地，但是不幸戰敗。